# Brug 591
Brug 591 is een kunstwerk in het Amsterdamse Bos. Het Amsterdamse Bos is een deel van de gemeente Amstelveen, terwijl de gemeente Amsterdam het beheer voert.
Een veelvoud van bruggen voor dat bos werd ontworpen door Piet Kramer, bruggenarchitect bij de Dienst der Publieke Werken. Hij ontwierp voor dat bos allerlei typen bruggen, waarbij sommige wel sterk op elkaar lijken, maar toch allemaal verschillen. Deze brug uit 1953 ligt in de Koenenkade. Ze overspant de in- en uitlaat van het Gemaal Koenensluis/Koenenkade. Er lag al een tijdelijke houten brug, aldus de aanbesteding van 30 juni 1952 (opruimen van de tijdelijke brug). Brug 591 is een van Kramers betonnen bruggen voor het bos; het bestaat uit een betonnen plaat met opstaande randen. De balustraden kragen uit boven de overspanning. De onderkant heeft echter een welfconstructie (segmentboog). Opmerkelijk zijn ook hier de keus van leuningen van stripstaal en Kramers keuze voor lusvormige balusters, verbindingen en uiteinden (de verderop gelegen brug 592 heeft bijvoorbeeld S-motieven). De betonnen balustraden laten een mengeling zien van hoeken en vloeiende lijnen. In de stijl van de brug ontwierp Kramer voor deze brug een betonnen zitbankje (voor elders in de stad ontwierp Kramer zitbankjes in baksteen en hout) op sokkel. Het zitbankje heeft gesloten zij- en rugleuningen en is monoliet (een geheel) op de houten zitplanken na. Het is uniek in zijn soort binnen het oeuvre van Kramer.
De brug wordt gedragen door een houten paalfundering. Ze is alleen geschikt voor voetgangers, fietsers, die elke een rijdek op verschillen niveau hebben, en voertuigen met een asdruk van 500 kg. Ten oosten van de brug staat de sluiswachterwoning; ten westen het gemaal uit circa 1918.
In 1999 werden alle bruggen in het Amsterdamse Bos door MTD Landschapsarchitecten in opdracht van de gemeente onderzocht op hun cultureel belang. Zij constateerden voor brug 591 dat het voor het bos en sluis een waardevolle brug was. Ze merkten daarbij op dat:
- het behoort tot het complex van brug, sluis, sluiswachterwoning en gemaal
- de lichte kleur geeft de brug een accent in een gesloten bosachtige omgeving
- het is een kleine plateaubrug van gewapend beton met
- karakteristiek decoratief smeedwerk in strakke dunnen leuningen.

De gemeente Amstelveen benoemde de brug in 2013 tot gemeentelijk monument vanwege de strakke geleding van de betonmassa tegenover de sierlijke balustrades en het opvallende bankje.

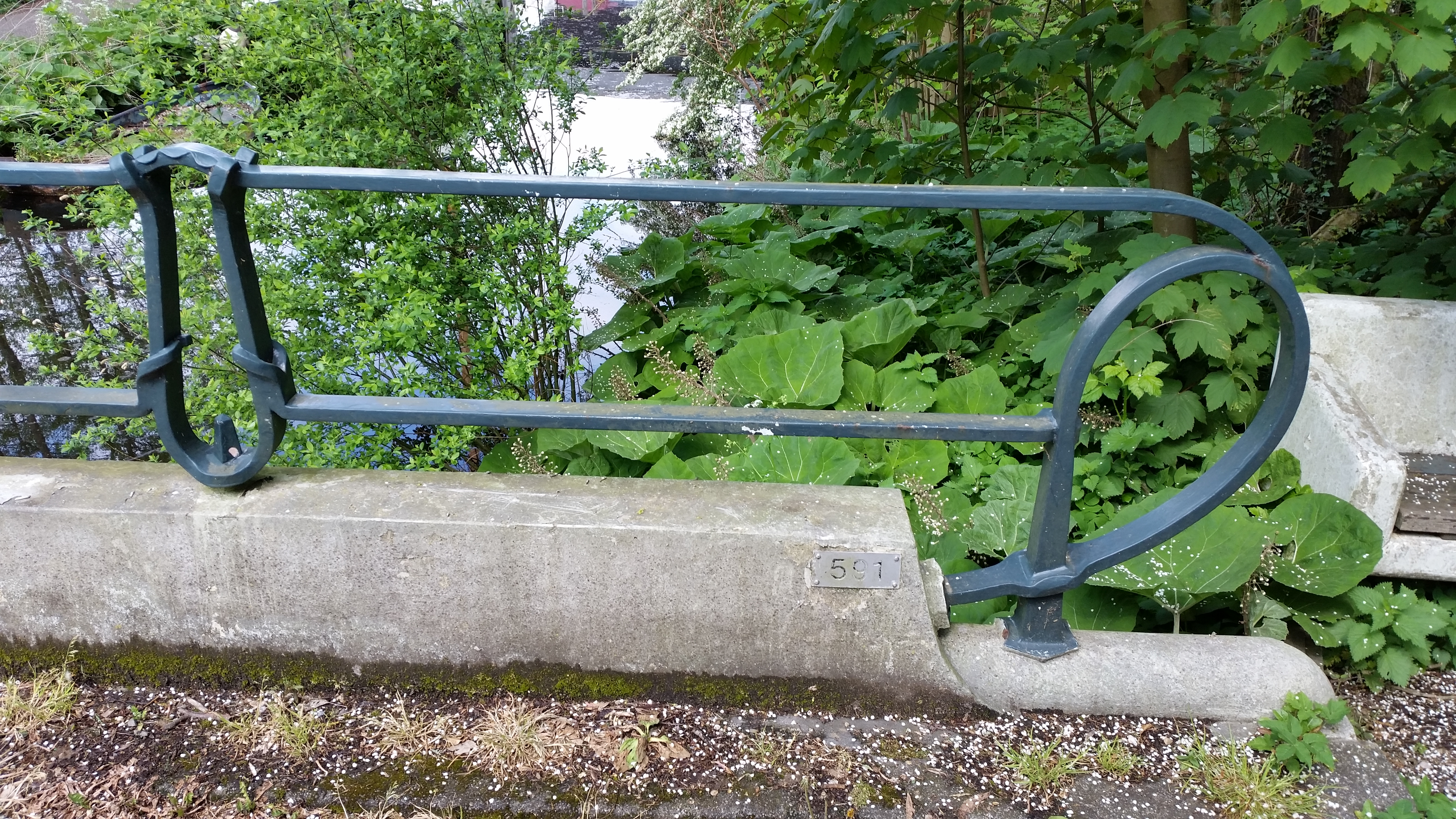
Lusvormige baluster en afrondingen (april 2019)

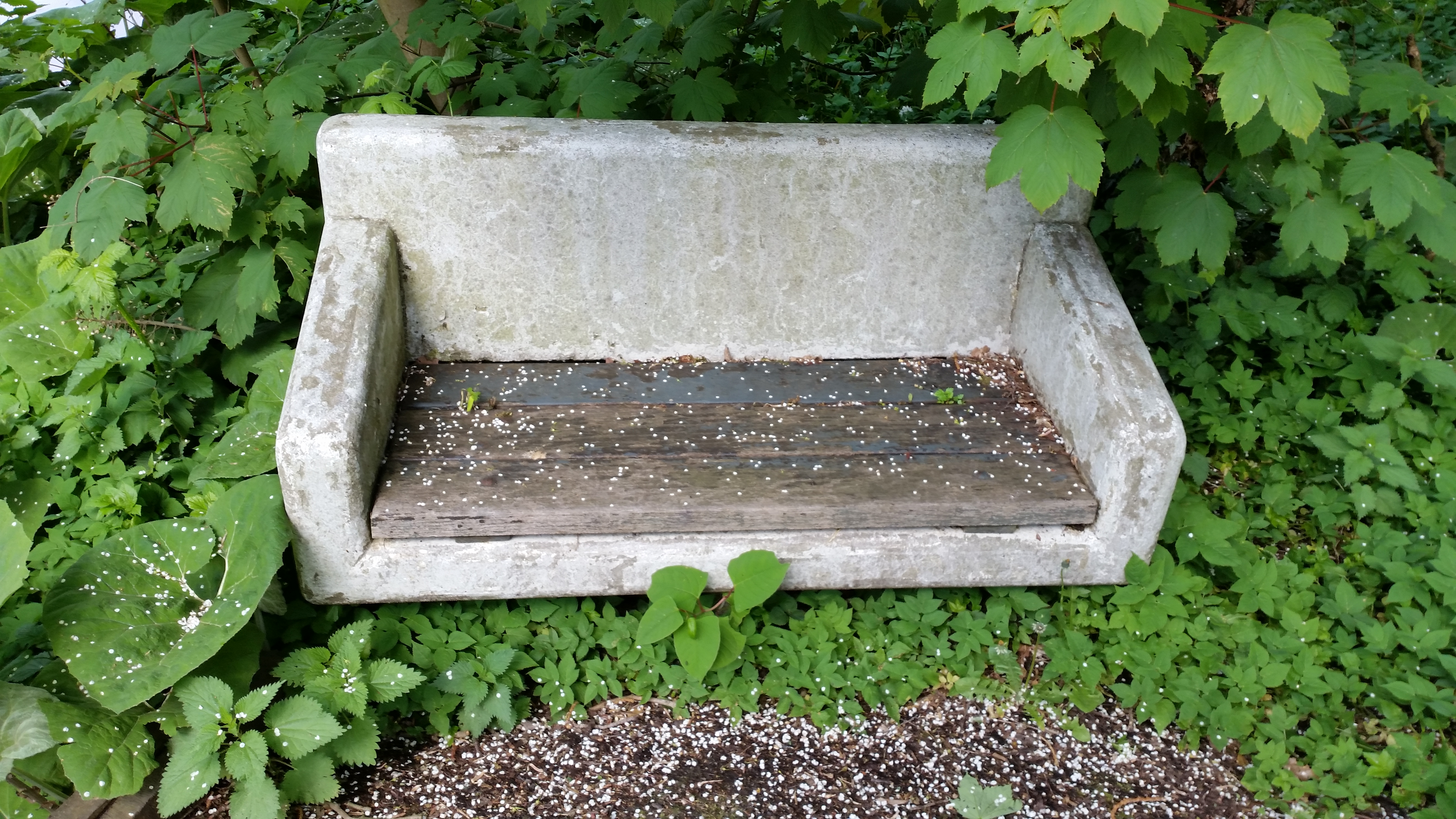
Bankje van Kramer (april 2019)

<<< · 500 · 501 ·  503 · 504 · 505 · 506 · 507 · 508 · 509 · 510 · 511 · 512 · 513 · 514 · 515 · 516 · 517 · 518 · 519 · 520 · 521 · 522 · 523 · 525 · 526 · 527 · 528 · 530 · 531 · 532 · 533 · 534 · 535 · 536 · 537 · 538 · 539 · 540 · 541 · 542 · 543 · 544 · 545 · 546 · 547 · 548 · 549 · 550 · 551 · 552 · 553 · 554 · 555 · 556 · 557 · 558 · 559 · 560 · 561 · 562 · 563 · 564 · 565 · 566 · 567 · 569 · 571 · 572 · 573 · 575 · 577 · 578 · 580 · 581 · 582 · 583 · 584 · 586 · 587 · 589 · 590 · 591 · 592 · 593 · 594 · >>>
Brugnummers 502, 524, 529, 568, 570, 574, 576, 579, 585, 588, 595, 596, 597, 598, 599 zijn niet (meer) vergeven.